# 專業
专业是一个汉语词汇，指可以进行专精研究的某种行业，也称为专门业。从事专业的人群可以被称为专家，是一群紀律嚴明、遵守道德標準的群体，一般是在进行过科研、参与过教育和培訓体系中獲得了特殊知識和技能，以及被公眾接受的相关学位或证书，并為了他人的利益而鍛煉這些技能與知識並加以應用的人群。
專業也是一種建立在專門教育培訓之上的職業，其目的是為他人提供（無私而客觀的）建議和服務，以獲直接而確定的報酬。中世紀和近代早期的歐洲傳統只承認三種職業：神學、醫學和法學。職業不是工藝也不是產業。
一些專業在地位和權力方面略有變化，但隨著時間的推移，它們的聲望通常保持穩定，即使該專業開始需要更多的學習和正規教育。最近正式化的學科，例如建築學，現在也有同樣長的研究時間與之相關。
儘管專家可能享有較高的地位和公眾聲望，但並非所有專業人士的薪水都很高，甚至在特定行業內，薪水也存在顯著差異。例如，在法律中，按小時工作的公司辯護律師的收入可能是檢察官或公設辯護人收入的數倍。

## 形成
當任何行業或職業透過“基於教育、學徒和考試的正式資格的發展，具有接納和懲戒成員權力的監管機構的出現，以及某種程度的壟斷權而自我轉變時，專業就通過專業化過程而產生”。
可能標誌著職業被確定為專業的主要里程碑包括：
- 職業成為全職職業
- 建立培訓學校
- 建立大學學院
- 成立地方專業協會
- 成立全國專業倫理控管組織
- 制定該領域從業許可相關法規

將這些里程碑應用於美國的歷史發展順序表明，測量領域首先取得專業地位（喬治·華盛頓、湯瑪斯·傑佛遜和亞伯拉罕·林肯在進入政界前都曾擔任土地測量師），其次是醫學、精算科學、法律、牙科、土木工程、物流、建築和會計等。
隨著 19 世紀技術和職業專業化的興起，其他機構開始取得專業地位：機械工程、藥學、獸醫、心理學、護理、教學、圖書館學、驗光和社會工作等。